# Franz Xavier von Zwack
Franz Xaver von Zwack (1755 o 1756 † 1843 en Mannheim). Fue Consejero y Presidente del Gobierno de Múnich y Espira.

## Biografía
Perteneció desde mayo de 1776 a los Illuminati con el seudónimo de Catón o Tamerlán. Fue la mano derecha de Adam Weishaupt hasta la llegada de Adolph von Knigge. Fue miembro de la Logia Teodoro del Buen Consejo. 
El 11 de octubre de 1786 las autoridades bávaras registraron la casa de Zwack encontrando documentos que ponían a los Illuminati en una posición desfavorable ante el gobierno y la iglesia: una defensa del suicidio escrita por Zwack, documentos en donde la orden reclamaba el derecho de vida de los iniciados en caso de ser necesario, una defensa del ateísmo, la creación de una rama femenina Illuminati (algo inusual), la creación de una máquina destinada a guardar archivos o destruirlos si era necesario, recetas de tinta invisible, fórmulas tóxicas y un recibo de aborto del cual las autoridades no revelaron la identidad de la mujer que lo practicó. No se sabe si el recibo involucraba a Zwack, a Knigge o a Adam Weishaupt, del que se sabe que tuvo una relación prohibida con su cuñada después de la muerte de su primera esposa.